# Bernhard Olivier Frank
Bernhard Olivier Frank (* 25. Juni 1758 in Zarnekow; † 4. November 1833 in Bobbin) war ein deutscher lutherischer Geistlicher und Heimatforscher. Seine Sammlung von Altertümern war über die Grenzen Neuvorpommerns hinaus berühmt.

## Leben
Bernhard Olivier Frank besuchte zunächst die Stadtschule in Wolgast, dann ab 1774 die Ratsschule in Greifswald. In Greifswald wohnte er in einem Haus mit dem Rektor der Ratsschule Theophilus Coelestinus Piper. Am 7. März 1766 schrieb sich Frank an der Universität Greifswald ein, zwei Jahre später wechselte er nach einem längeren Aufenthalt im Haus seines Vaters an die Universität Göttingen.
Frank kehrte 1780 nach Hause zurück und nahm etwas später eine Stelle als Hauslehrer beim Pastor Johann Christoph Baier in Bobbin auf Rügen an. Dort bereitete er sich gleichzeitig auf sein späteres geistliches Amt vor.
1790 unternahm er eine Reise nach Schweden um Verwandte zu besuchen. Dort machte er die Bekanntschaft verschiedener Gelehrter in Stockholm und Uppsala, was ihn zu naturgeschichtliche Studien bewog. Durch seine wiederholten Ausflüge, die der Erweiterung des geologischen und mineralogischen Wissens dienten, wurde er bekannt und den Behörden empfohlen. Zu seinen Gönnern gehörte Graf Magnus Fredrik Brahe, der ihn 1791 auf die Pfarrstelle in Bobbin berief, nachdem Pastor Baier gestorben war. Frank war vom 1. November 1791 bis an sein Lebensende Pastor an der St. Pauli-Kirche.
Neben seinem geistlichen Amt befasste sich Frank vorrangig mit der Naturgeschichte und Geologie der Insel Rügen. Als einer der Ersten legte er eine umfangreiche Sammlung von Gesteinen, Fossilien, Bernstein und archäologischen Funden an, die er nach wissenschaftlichen Gesichtspunkten ordnete. Eine Besichtigung der Sammlung war für viele Reisende seiner Zeit eine Station ihres Rügenbesuchs. Die Sammlung wurde wiederholt in Reiseberichten erwähnt. Zu den Besuchern gehörten unter anderem Wilhelm von Humboldt (1796) und Gotthilf Heinrich von Schubert (1816). Der junge Friedrich von Hagenow wurde 1816 bei einer Besichtigung selbst zum Sammeln von Versteinerungen angeregt. Nach dem Tod Bernhard Olivier Franks wurde die Sammlung nach London verkauft.
Frank publizierte zu geologischen, natur- und kulturgeschichtlichen Themen unter anderem in Christian Ehrenfried Weigels „Magazin für Freunde der Natur-Lehre“ und im „Greifswaldischen Akademischen Archiv“.
Sein Sohn Karl Wilhelm Frank fuhr zur See und wurde später Pastor in England.